# السماقیه القبلیه
السماقیه القبلیه (به عربی: السماقیة القبلیة) یک روستا در سوریه است، که در ناحیه حمرا واقع شده‌است. السماقیه القبلیه ۷۴۸ نفر جمعیت دارد.